# EPSアソシエイト
株式会社EPSアソシエイト（英: EPS Associates Co., Ltd.）は、かつて存在した医薬品の開発支援を行う企業である。本社は東京都新宿区。

## 概要
医薬品・医療機器等の開発支援を行う医薬品開発業務受託機関 (contract research organization)である。

## 沿革
- 2007年（平成19年） - 日揮が製薬企業の創薬段階から臨床開発、商業生産までを幅広くカバーするアウトソーシングサービスである「日揮総合ファーマサービス事業」を開始し、日揮ファーマサービス株式会社（後述）の前身である東京CRO株式会社の約11%の株式を取得。
- 2010年（平成22年）9月 - 日揮が東京CRO株式会社から全株式を9月17日付で譲り受け、新たな完全子会社として日揮ファーマサービス株式会社を設立。
- 2014年（平成26年）2月 - 3期連続の赤字となり、2013年1月16日に発生したアルジェリア人質事件によって「日揮総合ファーマサービス事業」の最大の後援者であった人物が犠牲となったことも重なり、日揮が全株式をイーピーエス（現・EPSホールディングス）に譲渡、イーピーエスの完全子会社となる。商号を株式会社EPSアソシエイトへ変更。
- 2019年（平成30年）- EPSホールディングスの子会社であるEPSインターナショナル株式会社を吸収合併し、商号をEPSインターナショナル株式会社へ変更。

## 本社・支社
- 本社 - 東京都新宿区津久戸町1番8号
- 大阪事務所 - 大阪府大阪市中央区高麗橋四丁目1番1号